# Joanna Kuciel-Frydryszak
Joanna Kuciel-Frydryszak (ur. we Wrocławiu) – polska dziennikarka i pisarka.

## Życiorys
Absolwentka filologii polskiej na Uniwersytecie Wrocławskim.
Pracowała jako dziennikarka i reporterka w Radiu Wrocław, Programie I i III Polskiego Radia, gazecie „Słowo Polskie”, Money.pl magazynach „Gazety Wyborczej”: „Wysokie Obcasy Extra” i „Ale Historia”. Była również wykładowczynią w Dolnośląskiej Szkole Wyższej we Wrocławiu.

## Publikacje
- Słonimski. Heretyk na ambonie. Wydawnictwo W.A.B., Warszawa 2012 – biografia Antoniego Słonimskiego[4]
- Iłła. Opowieść o Kazimierze Iłłakowiczównie Wydawnictwo Marginesy, Warszawa 2017 – biografia Kazimiery Iłłakowiczówny
- Służące do wszystkiego. Wydawnictwo Marginesy, Warszawa 2018 – książka historyczna o polskich służących. ISBN 9788365973818[1].
- „Służąca rozmawia z państwem stojąc” – O poradnikach dla służby domowej. w: Zofia Rojek: Niewidoczne. Historie warszawskich służących. antologia. Muzeum Warszawy, Warszawa 2021, ISBN 978-83-9596-382-7, s. 87–170
- Chłopki. Opowieść o naszych babkach. Wydawnictwo Marginesy, Warszawa 2023, ISBN 978-83-67674-31-7.

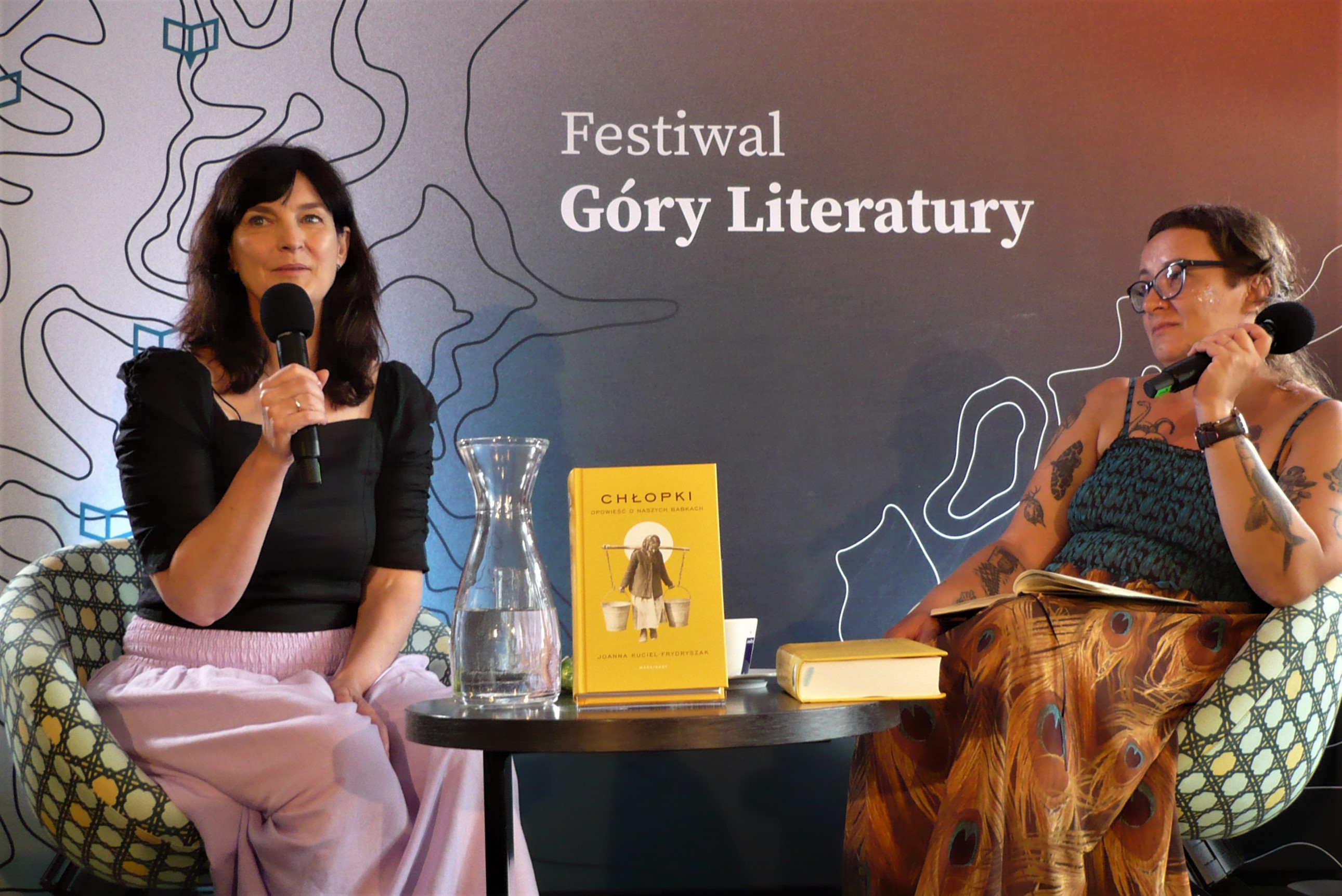
J. Kuciel-Frydryszak (L), IX FGL, 2023
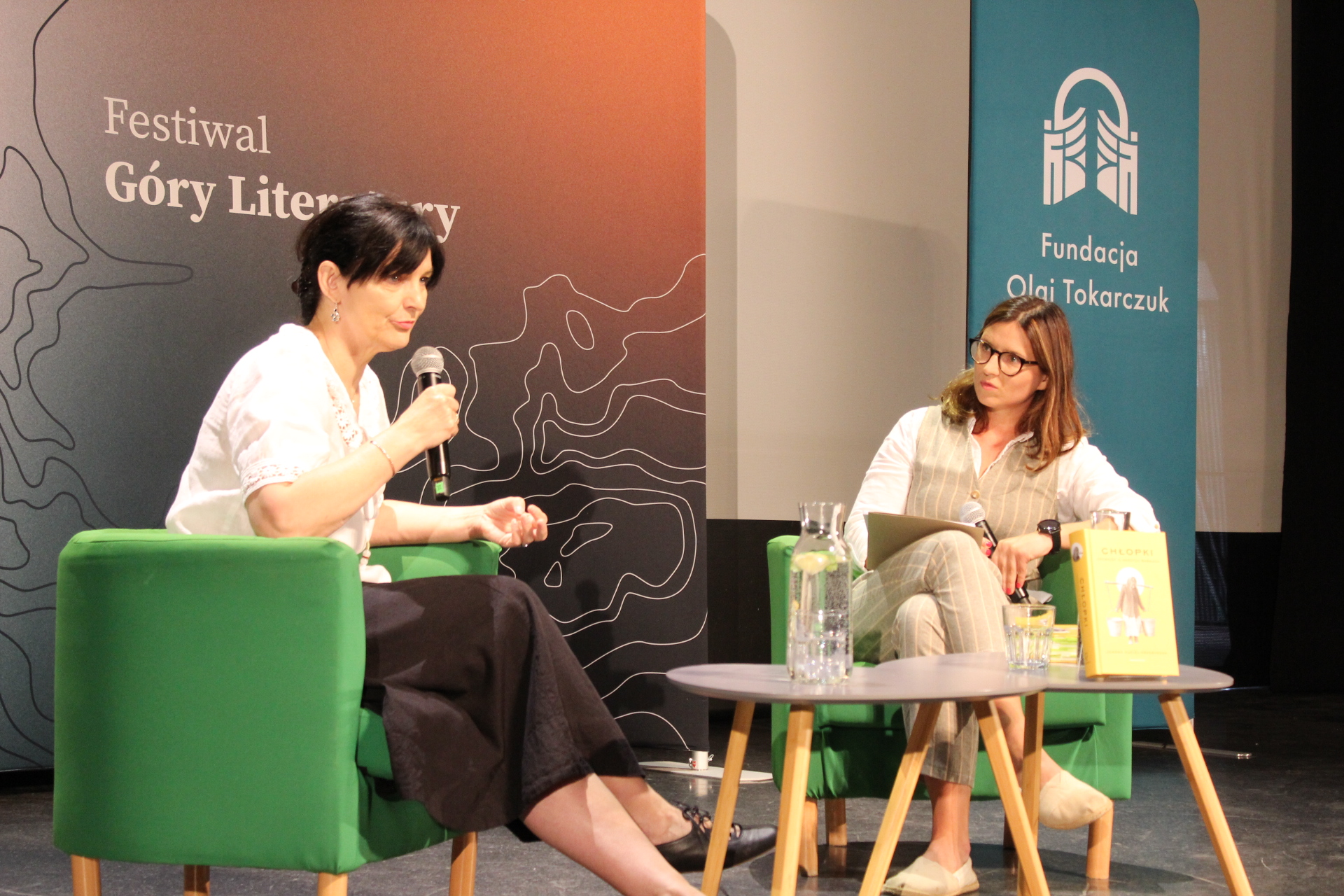
J. Kuciel-Frydryszak (L), X FGL, 2024
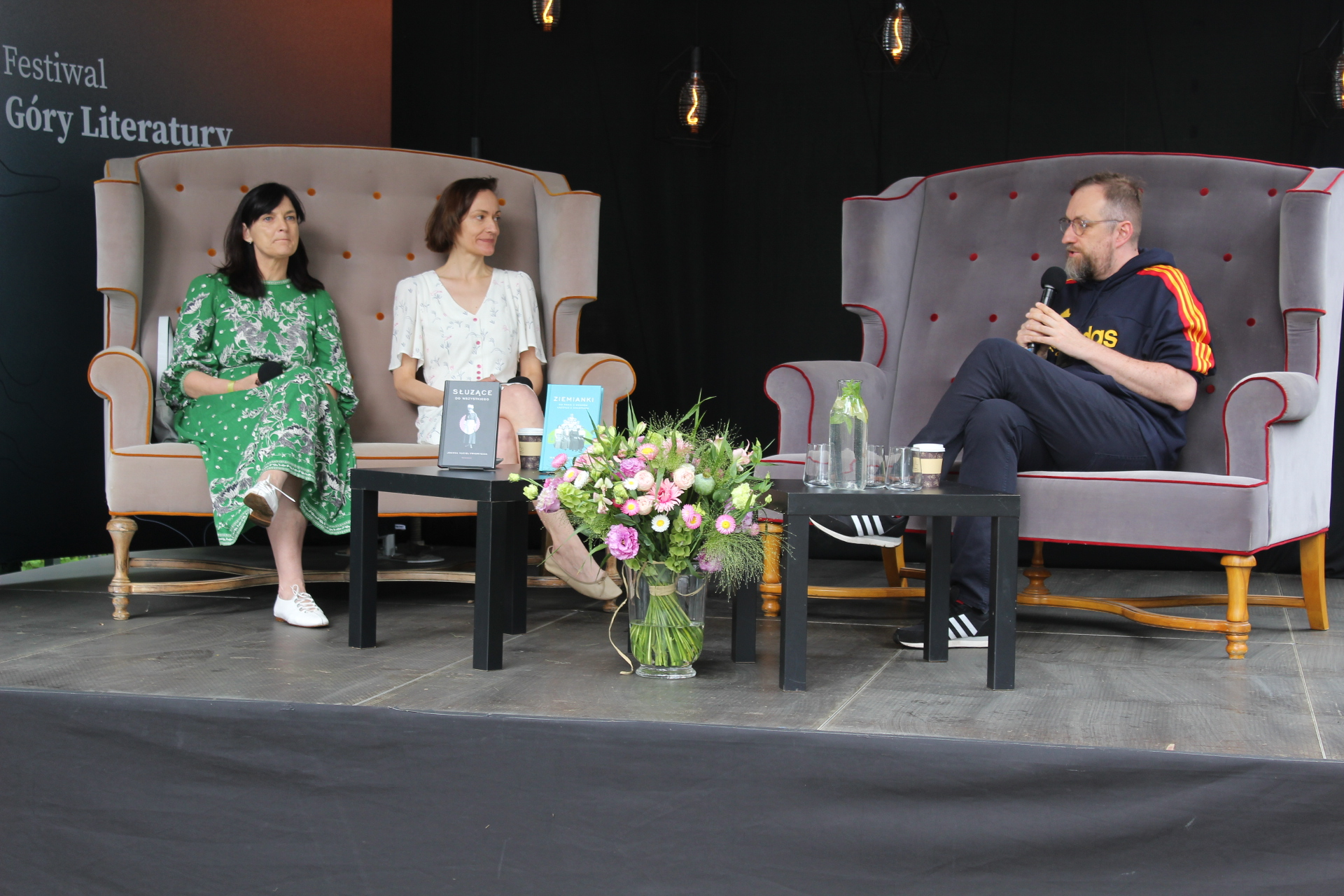
Z M. Strzelecką, M. Nogasiem

## Nagrody i nominacje
- Nominacja do Nagrody Historycznej im. Kazimierza Moczarskiego 2013 za najlepszą książkę historyczną – za książkę Słonimski. Heretyk na ambonie[4]
- Nagroda im. Józefa Łukaszewicza 2018 za najlepszą książkę o Poznaniu – nominacja za Iłłę. Opowieść o Kazimierze Iłłakowiczównie[5]
- Nagrody Historyczne „Polityki” 2019 – nominacja w dziale prac popularnonaukowych i publicystycznych za Służące do wszystkiego[6]
- Nagroda Newsweeka im. Teresy Torańskiej 2019 – nominacja w kategorii „Najlepsza książka” za Służące do wszystkiego[7]
- Nagroda jury w konkursie Książka Roku 2018 serwisu Granice.pl w kategorii „z historią w tle” za Służące do wszystkiego[8]
- Książka Roku 2023 Lubimyczytac.pl w kategorii Literatura faktu, publicystyka za Chłopki. Opowieść o naszych babkach[9]
- Bestsellery Empiku 2023 – laureatka w kategorii Literatura faktu za Chłopki. Opowieść o naszych babkach[10]
- Nagroda społeczności akademickiej Uniwersytetu Jagiellońskiego w plebiscycie Mądra Książka Roku za Chłopki. Opowieść o naszych babkach (2024)[11]
- nominacja do Nagrody Literackiej Nike 2024 za Chłopki. Opowieść o naszych babkach[12]